# Théâtre d'été d'Heinola
Le théâtre d'été d'Heinola (finnois : Heinolan kesäteatteri) est un théâtre de plein-air construit à Heinola en Finlande.

## Présentation
Construit en 2000 dans le parc Rantapuisto sur les rives du fleuve Kymijoki, le théâtre est la propriété de la ville.
Avec le musée d'art d'Heinola et la maison WPK, il forme un groupe architectural. 
La scène du théâtre, entièrement couverte, est connue pour ses comédies musicales et pièces  mettant en vedette de nombreux acteurs finlandais. 
Les représentations théâtrales d'été disposent de 700 sièges pour les spectateurs.
La zone peut accueillir plus de 4000 personnes et en dehors de la saison théâtrale d'été, on y organise d'autres événements et concerts, tels que le Heinolassa Jyrää.
Le premier spectacle présenté au théâtre d'été fut la comédie musicale Piukat paikat en 2001.